# Вежайка (Коми)
 Вежайка — посёлок в Усть-Вымском районе Республики Коми, административный центр сельского поселения Вежайка.

## География
Расположен на расстоянии примерно 28 км по прямой от станции Микунь на северо-запад у железнодорожной линии Микунь-Кослан.

## История
Известен с 1960 года. Население составляло 808 человек (1970), 1259 (1989), 1363 (1995).

## Население
Постоянное население составляло 693 человека (русские 64 %) в 2002 году, 598 в 2010.